# Das Haus der Leidenschaften
Das Haus der Leidenschaften ist ein deutsches Stummfilmmelodram aus dem Jahre 1916 von Robert Reinert mit Maria Carmi in der Hauptrolle Der Däne Aage Fønss und sein deutscher Kollege Theodor Loos spielen die männlichen Hauptrollen.

## Handlung
Maria ist mit Richard seit vier Jahren glücklich verheiratet. Eines Tages wird Richard brieflich an das Sterbebett seiner Jugendliebe Anna gerufen. Maria, die von diesem Punkt seiner Vergangenheit nichts weiß, liest ebenfalls den Brief und folgt Richard. Sie versteckt sich hinter einem Vorhang und wird dort Zeugin eines eigentümlichen Gesprächs. Anna gesteht Richard, den sie einst sehr liebte, dass sie ihn deshalb verlassen hatte, weil sie einer Einflüsterung eines falschen Freundes Glauben schenkte. Dieser hatte behauptet, dass Richard sie, seine Jugendliebe, betrügen würde. Daraufhin heiratete sie eben jenen falschen Freund, einen gewissen Baron Rosar. Der verließ sie und ihr bald darauf geborenes Kind eines Tages, ohne sich fortan um die beiden zu kümmern. Maria ist vom Gehörten sehr erschüttert und besucht die Moribunde tags darauf erneut, um ihr zu versichern, sich nach ihrem Tode um das Kind, einen Sohn namens Rudolf, zu kümmern. Nun kann Anna in Frieden sterben.
Derweil knüpft sich Richard den schäbigen Baron vor und verlangt für dessen Fehlverhalten gegenüber der Toten Genugtuung. Es kommt zum Zweikampf, bei dem Richard unterliegt. Marias Gatte stirbt. Da es keinen Zeugen für diesen Vorfall gibt, behauptet der Baron, Richard habe Selbstmord verübt. Erschüttert vom Tode ihres Mann, wandert Maria mit dem jungen Rudolf ins Ausland aus, um Abstand zu gewinnen und sich mit ihrer ganzen Energie der Erziehung ihres Ziehsohnes zu widmen. Der Zufall will es, dass Maria eines Tages Baron Rosar kennen lernt, der behauptet, ein Freund ihres toten Gatten gewesen zu sein. Da sie befürchtet, dass der Baron Anspruch auf Rudolf erheben könnte, zieht sie den Jungen aus dessen Blickfeld und schickt ihn auf ein Internat. Doch der Baron lässt nicht locker und scharwenzelt ständig um die Witwe herum. Der Adelige wirbt heftig um Maria und bittet um ihre Hand. Die gibt schließlich nach und heiratet den Mann, nicht zuletzt deshalb, um dem Jungen seinen rechtmäßige Vater zurückzugeben.
Als Rudolfs Geburtstag naht, will Maria, so ist ihr Plan, ihrem Neu-Gatten die Wahrheit über Rudolfs Herkunft erzählen. Doch Rosar verhält sich ihm gegenüber derartig rüde, dass sie von ihrer Absicht Abstand nimmt. Da das Verhältnis zwischen den beiden Männern immer schlechter wird, überzeugt Maria den Baron, mit ihr auf eine mehrjährige Weltreise zu gehen. Erst nach acht Jahren kehrt das Ehepaar zurück; aus Rudolf ist inzwischen ein erwachsener Mann geworden. Ohne Zweifel: Je älter der Junge wird, desto mehr wird seine Ähnlichkeit mit Richard unübersehbar. Dies macht das Band zwischen Maria und ihm nur noch enger. Rudolf wiederum erkennt, dass Maria nicht seine Mutter sein kann, sodass er nun für diese Frau Interesse zu entwickeln beginnt, das weit über das interfamiliäre hinausgeht. Schließlich zwingt Rudolf Maria eines Tages einen leidenschaftlichen Kuss auf und wird dabei von Baron Rosar beobachtet. Rasend vor Eifersucht überzeugt Rosar Rudolf davon, dass dieser widernatürliche Neigungen besitze und fordert ihn auf, sich dafür selbst zu richten. Als Rudolf sich erschießt, ist Maria außer sich vor Trauer. Sie erkennt, dass ihr eigener Gatte den Jungen in den Tod getrieben hat. Maria zeigt Rosar Annas Unterlagen, die belegen, dass er der Vater Rudolfs ist. Der Baron zerbricht beinah an dieser Erkenntnis, doch schließlich ist es Maria, die ihm vergibt und anbietet, sich für den Rest beider Lebens gegenseitig zu stützen.

## Produktionsnotizen
Das Haus der Leidenschaften entstand im Deutsche Bioscop-Atelier in Neubabelsberg, passierte im November 1916 die Filmzensur und wurde vermutlich im darauf folgenden Monat uraufgeführt. Die Berliner Premiere erfolgte im März 1917 im Marmorhaus. In Österreich-Ungarn lief der Film im April 1917 unter dem Titel Das große Leid an.
Der Vierakter besaß eine Länge von 1368 Metern, wurde aber bei der Neuzensur im Januar 1921 auf 1088 Meter heruntergekürzt.
Robert A. Dietrich entwarf die Filmbauten.

## Kritik
Die Kinematographische Rundschau befand: „Alle Voraussetzungen eines qualitativ nicht zu übertreffenden Bildes sind in diesem einzig schönen Film vorhanden, den Handlung, Regie und Darstellung zu einem Meisterwerk modernster Filmschöpfung machen. Maria Carmi vollbringt eine wahre Glanzleistung, aber auch Theodor Loos und Aage Fönns [sic!] haben ihr Bestes aufgeboten, um der großen Tragödin ebenbürtige Partner zu sein.“